# براندون شتاينر
براندون شتاينر (بالإنجليزية: Brandon Steiner)‏ هو كاتب أمريكي، ولد في 23 يونيو 1959 في Flatbush ‏ في الولايات المتحدة.